# John Eustace
John Mark Eustace (Solihull, 3 novembre 1979) è un allenatore di calcio ed ex calciatore inglese, di ruolo centrocampista, tecnico del Derby County.

## Carriera

### Giocatore
Ha giocato nella prima e nella seconda divisione inglese.

### Allenatore
Nel 2022 è diventato allenatore del Birmingham City, club della seconda divisione inglese.
Nella seconda metà della stagione 2024-2025 ha allenato il Derby County, altro club della medesima categoria.

## Statistiche

### Statistiche da allenatore
Statistiche aggiornate al 1º luglio 2023. In grassetto le competizioni vinte.
| Stagione               | Squadra                | Campionato             | Campionato | Campionato | Campionato | Campionato | Coppe nazionali | Coppe nazionali | Coppe nazionali | Coppe nazionali | Coppe nazionali | Coppe continentali | Coppe continentali | Coppe continentali | Coppe continentali | Coppe continentali | Altre coppe | Altre coppe | Altre coppe | Altre coppe | Altre coppe | Totale | Totale | Totale | Totale | % Vittorie | Piazzamento |
| Stagione               | Squadra                | Comp                   | G          | V          | N          | P          | Comp            | G               | V               | N               | P               | Comp               | G                  | V                  | N                  | P                  | Comp        | G           | V           | N           | P           | G      | V      | N      | P      | %          | Piazzamento |
| ---------------------- | ---------------------- | ---------------------- | ---------- | ---------- | ---------- | ---------- | --------------- | --------------- | --------------- | --------------- | --------------- | ------------------ | ------------------ | ------------------ | ------------------ | ------------------ | ----------- | ----------- | ----------- | ----------- | ----------- | ------ | ------ | ------ | ------ | ---------- | ----------- |
| 2016-2017              | Kidderminster          | NLN                    | 42+2       | 25+1       | 7+0        | 10+1       | FACup           | 2               | 1               | 0               | 1               | -                  | -                  | -                  | -                  | -                  | FAT         | 4           | 3           | 0           | 1           | 50     | 30     | 7      | 13     | 60,00      | 2º          |
| 2017-2018              | Kidderminster          | NLN                    | 42+1       | 20+0       | 12+0       | 10+1       | FACup           | 3               | 2               | 0               | 1               | -                  | -                  | -                  | -                  | -                  | FAT         | 5           | 2           | 2           | 1           | 51     | 24     | 14     | 13     | 47,06      | 4º          |
| Totale Kidderminster   | Totale Kidderminster   | Totale Kidderminster   | 84+3       | 45+1       | 19+0       | 20+2       |                 | 5               | 3               | 0               | 2               |                    | -                  | -                  | -                  | -                  |             | 9           | 5           | 2           | 2           | 101    | 54     | 21     | 26     | 53,47      |             |
| apr.-giu. 2019         | QPR                    | FLC                    | 7          | 2          | 1          | 4          | FACup+CdL       | -               | -               | -               | -               | -                  | -                  | -                  | -                  | -                  | -           | -           | -           | -           | -           | 7      | 2      | 1      | 4      | 28,57      | Sub. 19º    |
| 2022-2023              | Birmingham City        | FLC                    | 46         | 14         | 11         | 21         | FACup+CdL       | 3+1             | 1+0             | 1+1             | 1+0             | -                  | -                  | -                  | -                  | -                  | -           | -           | -           | -           | -           | 50     | 15     | 13     | 22     | 30,00      | 17º         |
| 2023-2024              | Birmingham City        | FLC                    | 0          | 0          | 0          | 0          | FACup+CdL       | 0+0             | 0               | 0               | 0               | -                  | -                  | -                  | -                  | -                  | -           | -           | -           | -           | -           | 0      | 0      | 0      | 0      | —          | in corso    |
| Totale Birmingham City | Totale Birmingham City | Totale Birmingham City | 46         | 14         | 11         | 21         |                 | 4               | 1               | 2               | 1               |                    | -                  | -                  | -                  | -                  |             | -           | -           | -           | -           | 50     | 15     | 13     | 22     | 30,00      |             |
| Totale carriera        | Totale carriera        | Totale carriera        | 133        | 60         | 30         | 43         |                 | 9               | 4               | 2               | 3               |                    | -                  | -                  | -                  | -                  |             | 9           | 5           | 2           | 2           | 151    | 69     | 34     | 48     | 45,70      |             |